# Admiralty Chart

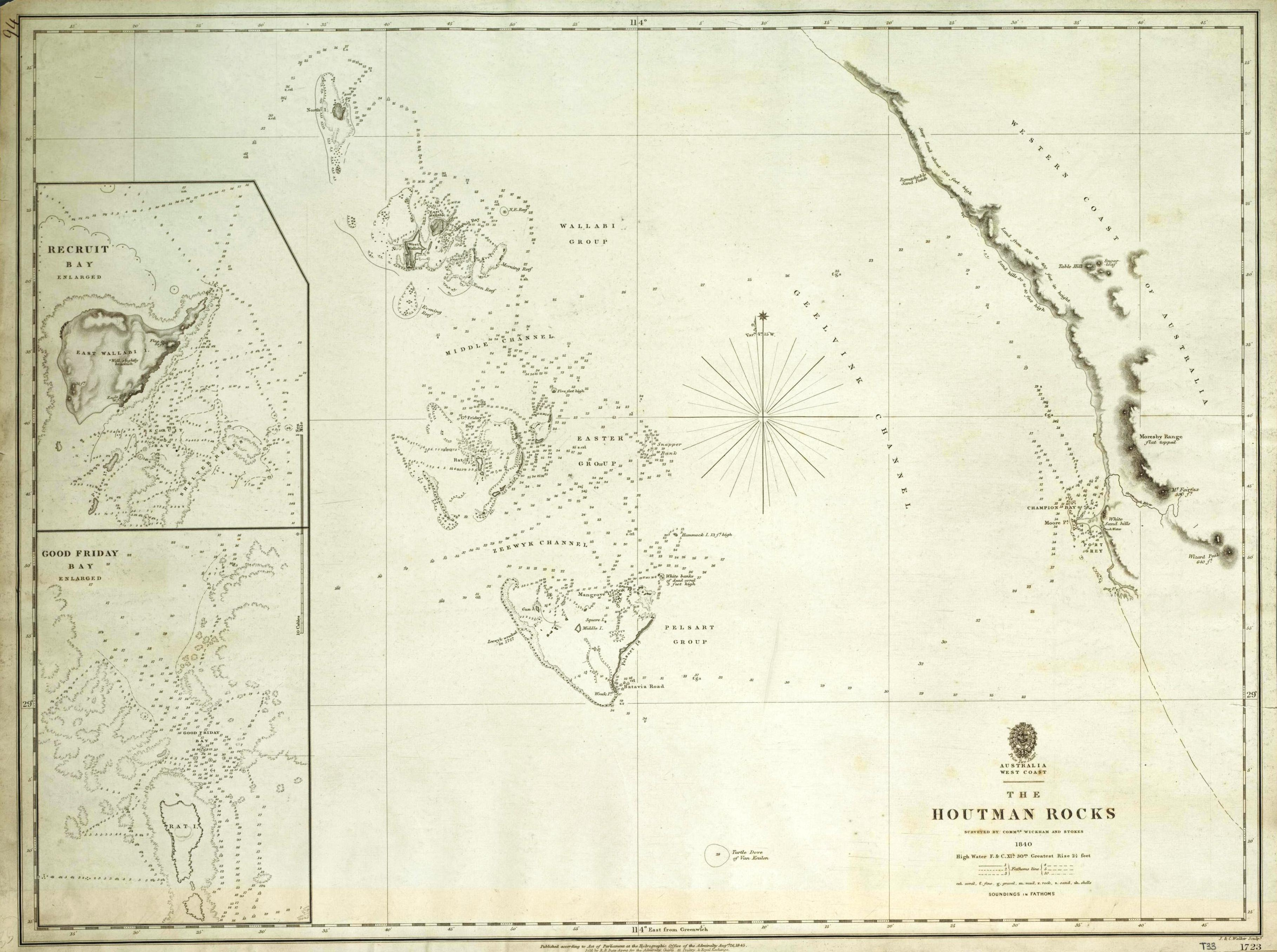
Eine Admiralty Chart der Houtman Abrolhos, Australien, benutzt von der Beagle, 1845

Admiralty Charts sind Seekarten des United Kingdom Hydrographic Office (UKHO) und stehen unter Crown Copyright. Über 3.000 Karten sind verfügbar und decken nahezu die gesamte Welt in verschiedenen Detailstufen in Abhängigkeit von der Verkehrsdichte und Gefahren ab. Karten mit großen Maßstäben zeigen oft Anfahrtswege und Zugänge zu Häfen, mittelgroße Karten decken intensiv genutzte Küstengebiete ab und kleine Karten sind für die Navigation in der offenen See gedacht.
Die Karten beinhalten: Kartennull, Küstenlinie, Fahrwasserkennzeichnung, Land- und Unterwasserhöhenlinien, Zusammensetzung des Meeresbodens als Ankerungshilfe, Gezeiteninformationen, hervorstechende Landmarken (z. B. Kirchtürme), Verkehrstrennungsgebiete, Leuchttürme und kurzgefasst alles, was die Navigation unterstützen könnte.
Die Karten benutzen die Mercator-Projektion, so dass die Positionsangaben den Karten direkt entnommen werden können, auch wenn Deklination und Deviation korrigiert werden müssen. Die Verwendung dieser Projektion hat auch den Vorteil, dass auf der Karte gezogene, gerade Linien einen konstanten Kurs angeben, obwohl in Wirklichkeit eine solche Linie nicht gerade ist, sondern nur ein Segment einer dreidimensionalen Kursgleiche.
Das UKHO gibt Pläne für verschiedene Nutzer heraus. Standardkarten sind für Seeleute, die unter die International Convention for the Safety of Life at Sea fallen, bestimmt. Die Größe A2 wird von Freizeitanwendern benutzt und zusätzlich gibt es eine Reihe von ergänzenden, digitalen Produkten.
Der Meeresboden und die Umgebung ändern sich regelmäßig und für die Nutzer ist die Aktualität der Informationen wichtig. Das UKHO erhält eine große Menge an neuen Informationen und sichtet und filtert die für die Benutzer wichtigsten heraus. Diese Aktualisierungen werden in Admiralty Notices to Mariners wöchentlich veröffentlicht und mit einer Seriennummer und der Woche sowie Jahr der Veröffentlichung indiziert. Eine Jahresübersicht wird auch kurz vor dem Start der Segelsaison veröffentlicht. Alle Karten sollten regelmäßig aktualisiert werden, um Genauigkeit und Sicherheit aufrechtzuerhalten.
Die Admiralty Charts werden seit dem Jahr 1800 gedruckt, seit 1821 sind sie der Öffentlichkeit zugänglich. Bereits 1825 existieren 756 verschiedene Karten.